# Curetis truncata
Curetis truncata är en fjärilsart som beskrevs av Moore 1877. Curetis truncata ingår i släktet Curetis och familjen juvelvingar. Inga underarter finns listade i Catalogue of Life.